# Anomochilus leonardi
Anomochilus leonardi é uma espécie de serpente da família Anomochilidae. Nativa da Península da Malásia e de Bornéu, habita florestas primárias e florestas secundárias maduras de Dipterocarpaceae em altitudes de 250 a 500 m. Descrita pelo herpetólogo britânico Malcolm Arthur Smith [en] em 1940, Anomochilus leonardi é uma serpente robusta e cilíndrica, com cabeça pequena e cauda curta e cônica. Possui um comprimento rostro-cloacal de até 390 mm, dorso brilhante preto a arroxeado e ventre preto. Apresenta duas fileiras de manchas amarelas elípticas ao longo do dorso, uma barra amarela atravessando o focinho e uma grande mancha vermelha nas escamas subcaudais. Diferencia-se das outras espécies de seu gênero pela ausência de listras claras nas laterais, uma escama parietofrontal não pareada e a presença das manchas claras ao longo do dorso.
A espécie é noturna e fossorial (adaptada à vida subterrânea). Provavelmente alimenta-se de minhocas, outras serpentes e lagartos da família Pygopodidae. Sua reprodução não foi observada, mas outras espécies do gênero depositam ovos, um comportamento incomum para a superfamília Uropeltoidea [en], na qual a maioria das espécies é vivípara. A Lista Vermelha da IUCN classifica Anomochilus leonardi como pouco preocupante devido à sua presença em áreas protegidas e à probabilidade de sua distribuição ser maior do que a atualmente conhecida.

## Taxonomia e sistemática
A. leonardi foi descrita pelo herpetólogo britânico Malcolm Arthur Smith em 1940, com base em dois espécimes fêmeas coletados perto da cidade de Merapoh [en], em Pão, Malásia. O nome específico leonardi homenageia G. R. Leonard, coletor do holótipo.
A. leonardi é uma das três espécies do gênero Anomochilus, que é o único gênero da família Anomochilidae. Esta família é uma das três da superfamília Uropeltoidea, junto com Uropeltidae e Cylindrophiidae. Contudo, estudos genéticos indicam que Cylindrophiidae é parafilética (não inclui todos os descendentes de um ancestral comum) em relação a Anomochilidae, e algumas autoridades fundem esta última na primeira.

## Descrição
Como outras espécies de seu gênero, A. leonardi é cilíndrica, com cabeça pequena e arredondada e cauda curta e cônica. Possui um comprimento rostro-cloacal de até 390 mm. O dorso do corpo é brilhante, variando de preto a marrom-arroxeado, enquanto o ventre é preto. O dorso apresenta duas fileiras de manchas amarelas elípticas ao longo das escamas vertebrais, uma barra amarela atravessando o focinho e uma grande mancha vermelha nas escamas subcaudais. A cabeça é contínua com o pescoço e, apesar da natureza fossorial (adaptada à vida subterrânea) da espécie, o focinho não possui reforços para auxiliar na escavação. O dorso é liso, com escamas ligeiramente maiores que as do ventre.
A. leonardi tem 17 ou 19 fileiras de escamas (excluindo as escamas ventrais) no meio do corpo, 214 a 252 escamas ventrais médias e 6 a 7 escamas subcaudais (escamas entre a cloaca e a ponta da cauda). A espécie pode ser diferenciada de outras serpentes fora de seu gênero por sua cabeça e olhos pequenos, grandes escamas na testa, uma única escama nasal margeando a segunda escama supralabial, ausência da escama loreal e escamas pré-oculares, uma única escama pós-ocular e a falta de um sulco mental.
É a única espécie de Anomochilus na Península da Malásia, mas coexiste com suas duas congêneres em Bornéu. Difere de A. weberi por não possuir listras claras nas laterais e por ter uma escama parietofrontal não pareada na testa. Pode ser distinguida de A. monticola pela presença de manchas claras margeando as escamas vertebrais e pelo número de escamas ventrais médias (monticola tem 258–261, enquanto leonardi tem 214–252).

## Distribuição e habitat
A. leonardi é conhecida apenas de Sondalândia, onde ocorre em Bornéu e na Península da Malásia. Na Malásia Peninsular, é encontrada perto de Merapoh, em Pão, e em Ulu Gombak e Kepong [en], em Selangor; em Bornéu, é conhecida do Santuário Sepilok Orang Utan, em Sabá. A distribuição real da espécie é provavelmente maior do que a atualmente conhecida. Habita florestas primárias e florestas secundárias maduras de Dipterocarpaceae em planícies e colinas, geralmente a altitudes de cerca de 250 m, embora alguns espécimes tenham sido coletados a até 500 m. É encontrada principalmente em áreas ribeirinhas próximas a riachos e rios, sendo uma espécie fossorial, como outras de seu gênero.

## Ecologia e conservação
A. leonardi é noturna e fossorial. A ecologia da espécie é pouco estudada, e pouco se sabe sobre sua dieta e hábitos reprodutivos. A ausência do sulco mental sugere que a serpente se alimenta de invertebrados alongados, como minhocas, e possivelmente de pequenos vertebrados esguios, como serpentes e lagartos da família Pygopodidae. A reprodução da espécie não foi estudada, mas outras espécies de Anomochilus são conhecidas por depositar ovos, ao contrário do restante da Uropeltoidea, que são vivíparas.
Atualmente, a espécie é classificada como pouco preocupante pela União Internacional para a Conservação da Natureza, pois habita reservas naturais e sua distribuição é provavelmente maior do que a conhecida. É encontrada nas áreas protegidas da Reserva Florestal de Ulu Gombak e do Parque Nacional Taman Negara.